# ГЕС Сальто-Гранде (Ріо-Досі)
ГЕС Сальто-Гранде — гідроелектростанція в Бразилії у штаті Мінас-Жерайс. Знаходячись вище від ГЕС Порто-Естрела, становить верхній ступінь у каскаді на річці Санто-Антоніо, що є лівою притокою Ріо-Досі (впадає в Атлантичний океан за 80 км на північ від Віторії).
Головний резервуар для накопичення ресурсу створили на лівій притоці Санто-Антоніо — річці Guanhães, яку за кілька сотень метрів від гирла перекрили бетонною гравітаційною греблею висотою 31 метр. Утворене нею водосховище має об'єм у 155 млн м3 (корисний об'єм у 58 млн м3) і нормальне коливання рівня поверхні між позначками 346 і 356 метрів НРМ. Окрім прямого притоку, воно поповнюється за рахунок деривації із Санто-Антоніо, для чого на останній за 2,5 км від сховища Guanhães звели ще одну бетонну гравітаційну греблю висотою 24 метри, яка утримує водойму з об'ємом 97 млн м3 (корисний об'єм 11 млн м3).
Від основного водосховища ресурс подається далі по головному дериваційному тунелю, прокладеному через лівобережний гірський масив до розташованого за понад 4 км машинного залу. Останній збудований на березі Санто-Антоніо та обладнаний чотирма турбінами типу Френсіс загальною потужністю 102 МВт, які працюють при напорі у 95 метрів.